# Девід Маршалл
Девід Маршалл (англ. David Marshall, нар. 5 березня 1985, Глазго) — шотландський футболіст, воротар англійського клубу «Дербі Каунті».
Виступав, зокрема, за «Селтік» та «Кардіфф Сіті», а також національну збірну Шотландії.

## Клубна кар'єра
Народився 5 березня 1985 року в місті Глазго. Вихованець футбольної школи клубу «Селтік». Дорослу футбольну кар'єру розпочав 2002 року в основній команді того ж клубу, в якій провів п'ять сезонів, взявши участь у 35 матчах чемпіонату. За цей час Маршалл з командою по два рази виграв чемпіонат та Кубок Шотландії та одного разу став володарем Кубка шотландської ліги, але основним воротарем так і не став. Найбільше Маршалл запам'ятався у матчах 1/8 фіналу Кубка УЄФА 2003/04 проти «Барселони». У першій грі основний воротар шотландців Раб Дуглас отримав вилучення і на поле вийшов 19-річний Маршалл, який зумів зберегти ворота «сухими», завдяки чому його команда виграла 1:0. А у матчі-відповіді Маршалл знову став одним з головних героїв і не пропустив на «Камп Ноу», шо дозволило «Селтіку» відстояти нульову нічию та вийти в наступний раунд змагання.
Після того як 2005 року «Селтік» придбав польського воротаря «Артура Боруца», Маршалл остаточно втратив шанси на стабільні виступи в рідній команді, тому у січні 2007 року був відданий в оренду в англійський «Норвіч Сіті», який влітку викупив контракт гравця. Всього за 2,5 сезони в англійському Чемпіоншипі шотландський воротар зіграв 94 матчі.

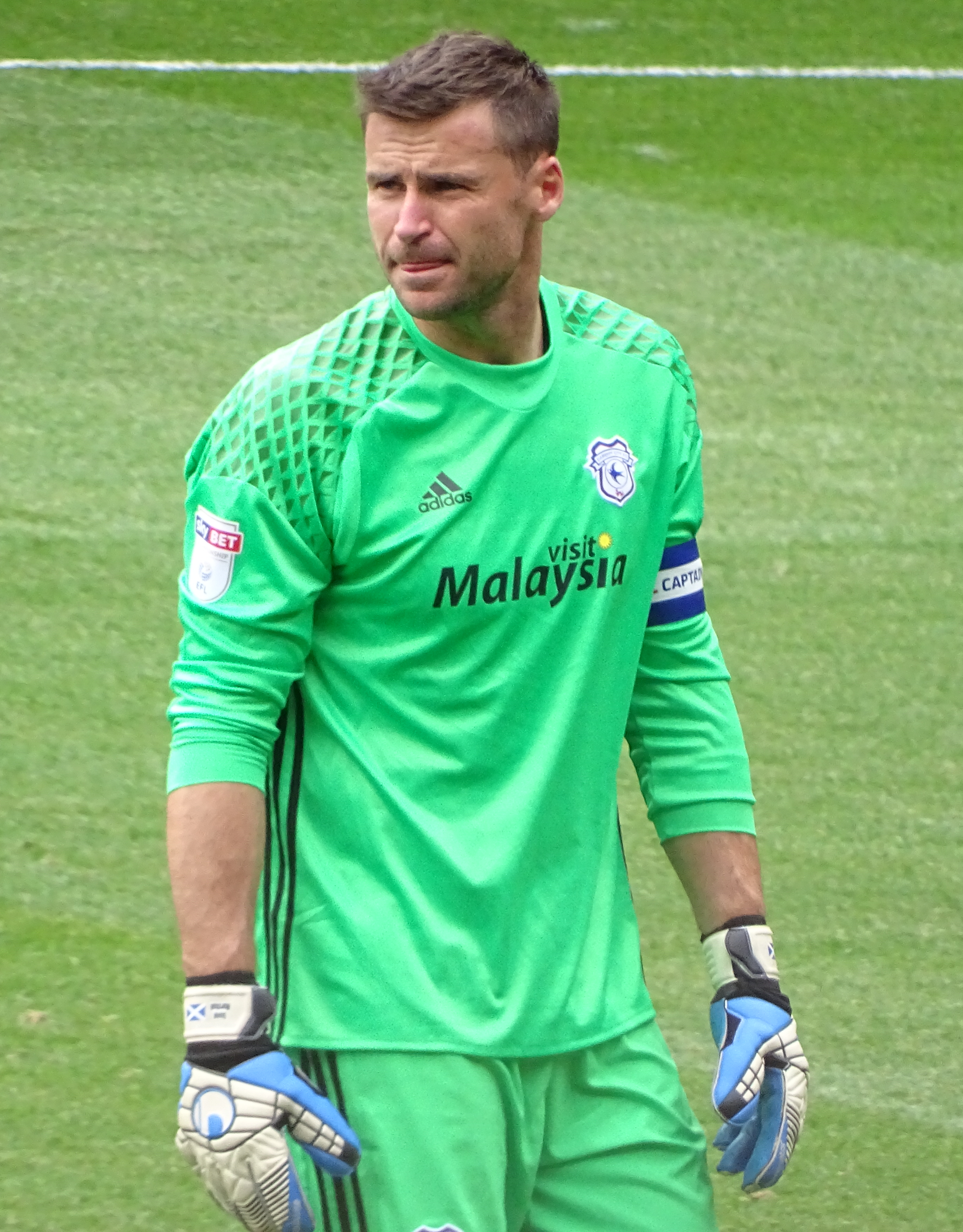
Девід Маршалл під час виступів за «Кардіфф Сіті». 2016 рік.

12 травня 2009 року, після вильоту «Норвіча» до третього за рівнем англійського дивізіону, Маршалл за 500 000 фунтів стерлінгів перейшов у валлійський «Кардіфф Сіті», що також грав у англійському Чемпіоншипі. Девід відіграв за цю валійську команду наступні сім сезонів своєї ігрової кар'єри. Більшість часу, проведеного у складі «Кардіфф Сіті», був основним голкіпером команди. У сезоні 2012/13 Маршалл з командою посів 1 місце і вперше за 52 роки вийшов до вищого дивізіону. Шотландець був одним із лідерів команди, безліч разів рятуючи ворота команди, але «Кардіфф» все ж посів останнє 20 місце і покинув елітний дивізіон після одного сезону. Після цього капітан команди Марк Гадсон покинув команду і Маршалл отримав капітанську пов'язку, продовживши виступати з клубом у Чемпіоншипі. Всього за сім років у клубі він провів 278 ігор в усіх турнірах.
30 серпня 2016 року Маршалл перейшов до складу новачка Прем'єр-ліги клубу «Галл Сіті». У команді Маршалл конкурував з Елдином Якуповичем, зігравши лише 12 ігор чемпіонату, а команда посіла 18 місце і вилетіла до Чемпіоншипу. Після цього до команди повернувся інший шотландський воротар Аллан Макгрегор, який став стабільним основним, а Маршалл за сезон 2017/18 зіграв лише 5 ігор в усіх турнірах. І лише після уходу Аллана Маршалл зумів остаточно закріпитись в основі команди, але провів у цьому статусі лише один сезон, оскільки у червні 2019 року після закінчення контракту Маршалл покинув «Галл».
У сезоні 2019/20 Маршалл виступав за «Віган Атлетік», де був основним воротарем, але клуб посів 23 місце і вилетів з Чемпіоншипу, після чого у 21 серпня 2020 року він приєднався до «Дербі Каунті». Після того, як у листопаді головним тренером команди став Вейн Руні, Маршалла було призначено капітаном команди. Станом на 28 березня 2021 року відіграв за клуб з Дербі 28 матчів в національному чемпіонаті.

## Виступи за збірні
18 серпня 2004 року Маршалл дебютував в офіційних матчах у складі національної збірної Шотландії у товариському матчі проти Угорщини (0:3). Ряд експертів вважали, що молодий Маршалл стане основним воротарем збірної Шотландії, але він не зміг витіснити Крейга Гордона, а потім і Аллана Макгрегора, тому до 2013 року за збірну майже не грав, провівши лише 5 ігор.
Незвично, що його перша поява в молодіжній збірній відбулася вже після дебюту за національну команду: він зіграв чотири гри за неї у 2005–2006 роках, а також провів один матч за другу збірну Шотландії наприкінці сезону 2008/09.
З 2013 року Маршалл став стабільно виступати за збірну і був основним воротарем команди під час невдалої для шотландців кваліфікації на Євро-2016, а також стартував основним у відборі на чемпіонат світу 2018 року, але після поразки 0:3 в рамках цього відбору від Словаччини 11 жовтня 2016 року Девід знову перестав виходити на поле в матчах збірної.
Лише в червні 2019 року новий головний тренер збірної Стів Кларк повернув Маршалла до основи. Девід був основним воротарем збірної під час кваліфікації на чемпіонат Європи 2020 року, в плей-оф якого Девід спочатку у півфіналі проти Ізраїлю (0:0) взяв післяматчеве пенальті у виконанні Ерана Захаві, яке дозволило вийти у фінал турніру. Там Маршалл також взяв післяматчеве пенальті, на цій раз від серба Александара Митровича, завдяки чому шотландці вперше за 22 роки вийшли на великий міжнародний турнір.
У травні 2021 року Маршалл був включений до заявки збірної на чемпіонат Європи 2020 року

## Статистика виступів

### Статистика клубних виступів
| Сезон                    | Команда                  | Чемпіонат                | Чемпіонат | Чемпіонат  | Національний кубок | Національний кубок | Національний кубок | Континентальні кубки | Континентальні кубки | Континентальні кубки | Інші змагання | Інші змагання | Інші змагання | Усього | Усього |
| Сезон                    | Команда                  | Ліга                     | Ігор      | Голів      | Ліга               | Ігор               | Голів              | Ліга                 | Ігор                 | Голів                | Ліга          | Ігор          | Голів         | Ігор   | Голів  |
| ------------------------ | ------------------------ | ------------------------ | --------- | ---------- | ------------------ | ------------------ | ------------------ | -------------------- | -------------------- | -------------------- | ------------- | ------------- | ------------- | ------ | ------ |
| 2002–03                  | «Селтік»                 | ПЛ                       | 0         | 0          | КШ+КЛ              | 1+0                | 0                  | ЛЧ+КУЄФА             | 0                    | 0                    | -             | -             | -             | 1      | 0      |
| 2003–04                  | «Селтік»                 | ПЛ                       | 10        | -12        | КШ+КЛ              | 2+1                | -2 + 0             | ЛЧ+КУЄФА             | 0+4                  | -3                   | -             | -             | -             | 17     | -17    |
| 2004–05                  | «Селтік»                 | ПЛ                       | 18        | -21        | КШ+КЛ              | 1+1                | -1 + -2            | ЛЧ                   | 5                    | -9                   | -             | -             | -             | 25     | -33    |
| 2005–06                  | «Селтік»                 | ПЛ                       | 4         | -7         | КШ+КЛ              | 0                  | 0                  | ЛЧ                   | 1                    | -5                   | -             | -             | -             | 5      | -12    |
| 2006-січ. 2007           | «Селтік»                 | ПЛ                       | 2         | -2         | КШ+КЛ              | 0                  | 0                  | ЛЧ                   | 0                    | 0                    | -             | -             | -             | 2      | -2     |
| Усього за «Селтік»       | Усього за «Селтік»       | Усього за «Селтік»       | 34        | -42        |                    | 6                  | -5                 |                      | 10                   | -17                  |               | -             | -             | 50     | -64    |
| січ.-черв. 2007          | «Норвіч Сіті»            | ЧФЛ                      | 2         | -2         | КА+КЛ              | 3+0                | -3                 | -                    | -                    | -                    | -             | -             | -             | 5      | -5     |
| 2007–08                  | «Норвіч Сіті»            | ЧФЛ                      | 46        | -59        | КА+КЛ              | 2+3                | -3 + -4            | -                    | -                    | -                    | -             | -             | -             | 51     | -66    |
| 2008–09                  | «Норвіч Сіті»            | ЧФЛ                      | 46        | -70        | КА+КЛ              | 2+1                | -2 + -1            | -                    | -                    | -                    | -             | -             | -             | 49     | -73    |
| Усього за «Норвіч Сіті»  | Усього за «Норвіч Сіті»  | Усього за «Норвіч Сіті»  | 94        | -131       |                    | 11                 | -13                |                      | -                    | -                    |               | -             | -             | 105    | -144   |
| 2009–10                  | «Кардіфф Сіті»           | ЧФЛ                      | 43+3      | -45 + -6   | КА+КЛ              | 4+0                | -7                 | -                    | -                    | -                    | -             | -             | -             | 50     | -58    |
| 2010–11                  | «Кардіфф Сіті»           | ЧФЛ                      | 11        | -12        | КА+КЛ              | 1+0                | -1                 | -                    | -                    | -                    | -             | -             | -             | 12     | -13    |
| 2011–12                  | «Кардіфф Сіті»           | ЧФЛ                      | 45+2      | -53 + -5   | КА+КЛ              | 0+1                | -2                 | -                    | -                    | -                    | -             | -             | -             | 48     | -60    |
| 2012–13                  | «Кардіфф Сіті»           | ЧФЛ                      | 46        | -45        | КА+КЛ              | 0                  | 0                  | -                    | -                    | -                    | -             | -             | -             | 46     | -45    |
| 2013–14                  | «Кардіфф Сіті»           | ПЛ                       | 37        | -73        | КА+КЛ              | 3+0                | -3                 | -                    | -                    | -                    | -             | -             | -             | 40     | -76    |
| 2014–15                  | «Кардіфф Сіті»           | ЧФЛ                      | 38        | -47        | КА+КЛ              | 0                  | 0                  | -                    | -                    | -                    | -             | -             | -             | 38     | -47    |
| 2015–16                  | «Кардіфф Сіті»           | ЧФЛ                      | 40        | -43        | КА+КЛ              | 0                  | 0                  | -                    | -                    | -                    | -             | -             | -             | 40     | -43    |
| серп. 2016               | «Кардіфф Сіті»           | ЧФЛ                      | 4         | -5         | КА+КЛ              | 0                  | 0                  | -                    | -                    | -                    | -             | -             | -             | 4      | -5     |
| Усього за «Кардіфф Сіті» | Усього за «Кардіфф Сіті» | Усього за «Кардіфф Сіті» | 264+5     | -323 + -11 |                    | 9                  | -13                |                      | -                    | -                    |               | -             | -             | 278    | -347   |
| серп. 2016–17            | «Галл Сіті»              | ПЛ                       | 16        | -44        | КА+КЛ              | 0+2                | -2                 | -                    | -                    | -                    | -             | -             | -             | 18     | -46    |
| 2017–18                  | «Галл Сіті»              | ЧФЛ                      | 2         | -4         | КА+КЛ              | 3+0                | -5                 | -                    | -                    | -                    | -             | -             | -             | 5      | -9     |
| 2018–19                  | «Галл Сіті»              | ЧФЛ                      | 43        | -60        | КА+КЛ              | 0+1                | -1                 | -                    | -                    | -                    | -             | -             | -             | 44     | -61    |
| Усього за «Галл Сіті»    | Усього за «Галл Сіті»    | Усього за «Галл Сіті»    | 61        | -108       |                    | 6                  | -8                 |                      | -                    | -                    |               | -             | -             | 67     | -116   |
| 2019–20                  | «Віган Атлетік»          | ЧФЛ                      | 39        | -48        | КА+КЛ              | 1+0                | -2                 | -                    | -                    | -                    | -             | -             | -             | 40     | -50    |
| 2020–21                  | «Дербі Каунті»           | ЧФЛ                      | 33        | -40        | КА+КЛ              | 0                  | 0                  | -                    | -                    | -                    | -             | -             | -             | 33     | -40    |
| Усього за кар'єру        | Усього за кар'єру        | Усього за кар'єру        | 531       | -703       |                    | 33                 | -41                |                      | 9                    | -17                  |               | -             | -             | 573    | -761   |

### Статистика виступів за збірну
| Дата       | Місто           | Господарі          | Результат               | Гості      | Турнір                               | Голи | Примітки |
| ---------- | --------------- | ------------------ | ----------------------- | ---------- | ------------------------------------ | ---- | -------- |
| 18-8-2004  | Глазго          | Шотландія          | 0 – 3                   | Угорщина   | товариський матч                     | -3   |          |
| 17-11-2004 | Единбург        | Шотландія          | 1 – 4                   | Швеція     | товариський матч                     | -4   |          |
| 12-8-2009  | Осло            | Норвегія           | 4 – 0                   | Шотландія  | Відбір до ЧС 2010                    | -4   |          |
| 9-9-2009   | Глазго          | Шотландія          | 0 – 1                   | Нідерланди | Відбір до ЧС 2010                    | -1   |          |
| 14-11-2009 | Кардіфф         | Уельс              | 3 – 0                   | Шотландія  | товариський матч                     | -3   | 47'      |
| 26-3-2013  | Новий Сад       | Сербія             | 2 – 0                   | Шотландія  | Відбір до ЧС 2014                    | -2   |          |
| 6-9-2013   | Глазго          | Шотландія          | 0 – 2                   | Бельгія    | Відбір до ЧС 2014                    | -2   |          |
| 10-9-2013  | Скоп'є          | Північна Македонія | 1 – 2                   | Шотландія  | Відбір до ЧС 2014                    | -    | 46'      |
| 15-11-2013 | Глазго          | Шотландія          | 0 – 0                   | США        | товариський матч                     | -    |          |
| 19-11-2013 | Молде           | Норвегія           | 0 – 1                   | Шотландія  | товариський матч                     | -    |          |
| 5-3-2014   | Варшава         | Польща             | 0 – 1                   | Шотландія  | товариський матч                     | -    |          |
| 7-9-2014   | Дортмунд        | Німеччина          | 2 – 1                   | Шотландія  | Відбір до ЧЄ 2016                    | -2   |          |
| 11-10-2014 | Глазго          | Шотландія          | 1 – 0                   | Грузія     | Відбір до ЧЄ 2016                    | -    |          |
| 14-10-2014 | Варшава         | Польща             | 2 – 2                   | Шотландія  | Відбір до ЧЄ 2016                    | -2   |          |
| 14-11-2014 | Глазго          | Шотландія          | 1 – 0                   | Ірландія   | Відбір до ЧЄ 2016                    | -    |          |
| 18-11-2014 | Глазго          | Шотландія          | 1 – 3                   | Англія     | товариський матч                     | -1   | 46'      |
| 29-3-2015  | Глазго          | Шотландія          | 6 – 1                   | Гібралтар  | Відбір до ЧЄ 2016                    | -1   |          |
| 5-6-2015   | Единбург        | Шотландія          | 1 – 0                   | Катар      | товариський матч                     | -    | 46'      |
| 13-6-2015  | Дублін          | Ірландія           | 1 – 1                   | Шотландія  | Відбір до ЧЄ 2016                    | -1   |          |
| 4-9-2015   | Тбілісі         | Грузія             | 1 – 0                   | Шотландія  | Відбір до ЧЄ 2016                    | -1   |          |
| 7-9-2015   | Глазго          | Шотландія          | 2 – 3                   | Німеччина  | Відбір до ЧЄ 2016                    | -3   |          |
| 8-10-2015  | Глазго          | Шотландія          | 2 – 2                   | Польща     | Відбір до ЧЄ 2016                    | -2   |          |
| 29-5-2016  | Та-Калі         | Італія             | 1 – 0                   | Шотландія  | товариський матч                     | -1   |          |
| 4-6-2016   | Лонжвіль-ле-Мец | Франція            | 3 – 0                   | Шотландія  | товариський матч                     | -3   |          |
| 4-9-2016   | Та-Калі         | Мальта             | 1 – 5                   | Шотландія  | Відбір до ЧС 2018                    | -1   |          |
| 8-10-2016  | Глазго          | Шотландія          | 1 – 1                   | Литва      | Відбір до ЧС 2018                    | -1   |          |
| 11-10-2016 | Трнава          | Словаччина         | 3 – 0                   | Шотландія  | Відбір до ЧС 2018                    | -3   |          |
| 8-6-2019   | Глазго          | Шотландія          | 2 – 1                   | Кіпр       | Відбір до ЧЄ 2020                    | -1   |          |
| 11-6-2019  | Брюссель        | Бельгія            | 3 – 0                   | Шотландія  | Відбір до ЧЄ 2020                    | -3   |          |
| 6-9-2019   | Глазго          | Шотландія          | 1 – 2                   | Росія      | Відбір до ЧЄ 2020                    | -2   |          |
| 9-9-2019   | Глазго          | Шотландія          | 0 – 4                   | Бельгія    | Відбір до ЧЄ 2020                    | -4   |          |
| 10-10-2019 | Москва          | Росія              | 4 – 0                   | Шотландія  | Відбір до ЧЄ 2020                    | -4   |          |
| 16-11-2019 | Нікосія         | Кіпр               | 1 – 2                   | Шотландія  | Відбір до ЧЄ 2020                    | -1   |          |
| 19-11-2019 | Глазго          | Шотландія          | 3 – 1                   | Казахстан  | Відбір до ЧЄ 2020                    | -1   |          |
| 4-9-2020   | Глазго          | Шотландія          | 1 – 1                   | Ізраїль    | Ліга націй УЄФА 2020-2021 - 1-й етап | -1   |          |
| 7-9-2020   | Оломоуць        | Чехія              | 1 – 2                   | Шотландія  | Ліга націй УЄФА 2020-2021 - 1-й етап | -1   |          |
| 8-10-2020  | Глазго          | Шотландія          | 0 – 0 д.ч. (5 – 3 п.п.) | Ізраїль    | Відбір до ЧЄ 2020                    | -    |          |
| 11-10-2020 | Глазго          | Шотландія          | 1 – 0                   | Словаччина | Ліга націй УЄФА 2020-2021 - 1-й етап | -    |          |
| 14-10-2020 | Глазго          | Шотландія          | 1 – 0                   | Чехія      | Ліга націй УЄФА 2020-2021 - 1-й етап | -    | 81'      |
| 12-11-2020 | Белград         | Сербія             | 1 – 1 д.ч. (4 – 5 п.п.) | Шотландія  | Відбір до ЧЄ 2020                    | -1   |          |
| 18-11-2020 | Нетанья         | Ізраїль            | 1 – 0                   | Шотландія  | Ліга націй УЄФА 2020-2021 - 1-й етап | -1   |          |
| 25-3-2021  | Глазго          | Шотландія          | 2 – 2                   | Австрія    | Відбір до ЧС 2022                    | -2   |          |
| 28-3-2021  | Тель-Авів       | Ізраїль            | 1 – 1                   | Шотландія  | Відбір до ЧС 2022                    | -1   |          |
| Усього     |                 | Матчів             | 43                      |            | Голів                                | -64  |          |

## Титули і досягнення
- Чемпіон Шотландії (2):

«Селтік»: 2003/04, 2005/06
- Володар Кубка Шотландії (2):

«Селтік»: 2003/04, 2004/05
- Володар Кубка шотландської ліги (1):

«Селтік»: 2005/06